# 佩尔洛 (瓦莱达奥斯塔大区)
佩尔洛（法語：Perloz，法語發音：[pɛʁlo]）是意大利瓦莱达奥斯塔大区的一个市镇。总面积23平方公里，人口474人，人口密度20.6人/平方公里（2009年）。ISTAT代码为007048。